# Ataque à Escola Estadual Thomazia Montoro
O ataque à Escola Estadual Thomazia Montoro ocorreu no dia 27 de março de 2023, em São Paulo. O agressor, com treze anos de idade e aluno da escola, esfaqueou quatro professoras e outro aluno, levando à morte da professora Elisabeth Tenreiro, de 71 anos, por parada cardíaca.

## Ataque
Um aluno de 13 anos, que está cursando o oitavo ano do ensino fundamental, entrou armado com uma faca na Escola Estadual Thomazia Montoro, localizada no bairro Vila Sônia, na Zona Oeste da Cidade de São Paulo, por volta das 7h20. O estudante entrou em uma das salas e atacou uma professora identificada como Elizabeth Tenreiro, de 71 anos, que foi esfaqueada nas costas. Um aluno que estava na sala tentou defender a professora e também foi atingido pelo agressor, o aluno teve uma lesão no braço. Durante o ataque, os alunos tentaram escapar ao perceber o início do atentado.
O agressor fugiu da sala e começou a atacar outros professores da instituição. Durante o decorrer do ataque, outras três professoras foram esfaqueadas e levemente feridas pelo agressor.
Após ferir as professoras, outras duas professoras, Cinthia da Silva Barbosa, 37, de educação física, e Sandra Pereira Mendes, 44, que perceberam o ataque, se aproximaram e conseguiram imobilizar e desarmar o agressor, conseguindo tomar sua faca e impedir que a tragédia fosse pior. Após a imobilização, o agressor foi detido, após as autoridades chegarem e capturarem o agressor, e levado para o 34.º DP, onde o caso foi registrado. Enquanto as vítimas foram socorridas e levadas ao hospital.
O agressor tinha como alvo um estudante com quem ele tinha brigado um tempo antes do ataque, mas o aluno não veio. A arma usada no crime foi apreendida após o ataque.

## Autor
O agressor foi identificado pelas autoridades após o ataque, ele era um aluno de 13 anos que havia sido recém-transferido para a Escola Estadual Thomazia Montoro, no início de março, após o agressor mandar fotos de armas para colegas na Escola Estadual José Roberto Pacheco, em Taboão da Serra. Em 9 de março, o agressor e sua mãe foram atendidos pela equipe de saúde mental. Eles agendaram a consulta no psiquiatra para 10 de março, mas o agressor e sua mãe não compareceram. Uma nova consulta foi marcada para 17 de março novamente, mas a mãe do agressor não pôde comparecer. 
O agressor também tinha uma conta do X (antigo Twitter), onde anunciou seu ataque desde domingo, onde outros usuários curtiam suas postagens no aplicativo.
Alguns dias antes do ataque, o agressor havia xingado o colega de "macaco", o que ocasionou uma briga entre os dois, que só acabou quando a professora Elizabeth, a professora morta, separou os dois. Quando o agressor foi transferido para a Fundação CASA, ele se machucou ao cair da cama e precisou levar pontos no rosto.
Nas redes sociais, o jovem que cometeu o ataque deixou uma mensagem antes de cometer o ataque na escola, dizendo que esperou pelo momento por sua vida inteira. “Irá acontecer hoje. Esperei por esse momento minha vida inteira. Tomara que consiga alguma kill pelo menos, minha ansiedade começa a atacar por causa disso. Enfim… me desejem boa sorte”, postou o responsável pelo ataque.

## Vítimas
Cinco pessoas foram esfaqueadas no ataque, entre elas - quatro professoras com idades entre 57 e 71 anos e um estudante da oitava série -, uma das professoras morreu no hospital e as outras quatro vítimas tiveram ferimentos leves, sobreviveram ao ataque e mais tarde se recuperaram. As vítimas foram identificadas como: 

### Vítima fatal
- Elizabeth Tenreiro, 71:

Tenreiro, uma professora de ciências, foi golpeada nas costas e a primeira a ser atingida no ataque. Ela começou a lecionar na escola atacada no início do ano. Tenreiro foi professora desde 2015 e tinha aposentado como técnica do Instituto Adolfo Lutz em 2020, mas continuou dando aulas de ciência. Tenreiro morreu após ter um ataque cardiorrespiratório no Hospital Universitário da USP. Ela foi sepultada e homenageada no cemitério de Araçá.

### Vítimas feridas
- Rita Cássia Reis, 67:

Cássia, uma professora de história, foi golpeada três vezes e recebeu mais de 30 pontos. Quando estava sendo atendida, Cássia teve duas lesões no antebraço e uma no ombro e recebeu alta pouco tempo depois do ataque.
- Ana Célia da Rosa, 58:

Célia, uma professora de história, foi internada no Hospital das Clínicas e passou por cirurgia após ser esfaqueada mais de uma vez, na mão, pernas e cabeça. Ela recebeu alta no dia seguinte ao ataque.
- Jane Gasperini Apergis, 57:

Gasperini, uma professora de português, teve ferimentos leves após ser golpeada pelo agressor e recebeu alta na tarde do ataque.
- Aluno não identificado:

A vítima foi golpeada no braço pelo agressor e foi o único estudante atingido no ataque.

## Consequências e investigações
O coordenador de comunicação da Fundação Casa informou pouco após o caso que o menor passaria no dia 28 por audiência na Vara de Infância e Juventude. Nesse dia, foi aceito o pedido do Ministério Público para internar provisoriamente o agressor em uma unidade da Fundação.
A Justiça também autorizou a quebra de sigilo de celular, HD externo e Xbox do adolescente. Após o ataque, a Escola Estadual Thomazia Montoro foi fechada por duas semanas em decorrência do ataque.
As secretarias estaduais de Educação, Saúde, Justiça e Cidadania e Segurança Pública do Estado, com apoio da prefeitura e da ONG Instituto Superação, criaram uma série de ações para que as voltas às aulas na Escola Estadual Thomazia Montoro sejam seguras e acolhedoras. Durante um mês, a escola atacada contará com um reforço da Ronda Escolar e apoio do Gabinete Integrado de Segurança e do Programa Escola Mais Segura. A escola passou por uma reforma e foram investidos 200 mil reais em manutenções, pinturas e outras coisas.
O governo do estado de São Paulo decretou três dias de luto pela morte da professora Elizabeth e, para tomar medidas para evitar mais ataques, o governo de São Paulo anunciou a ampliação do programa Conviva, que atua na mediação de conflitos no ambiente escolar, visando ter um educador do programa em todas as escolas estaduais. O ministério da educação tomou 13 medidas para que o governo combatesse os ataques em escolas.

## Reações
O vice-presidente Geraldo Alckmin declarou nas redes sociais: "Transmito meus sentimentos e orações à família da professora Elisabeth Tenreiro, aos feridos e a toda a comunidade da Escola Estadual Thomazia Montoro, em São Paulo, atingida por uma lamentável ocorrência".
O governador de São Paulo, Tarcísio de Freitas, lamentou: "Não tenho palavras para expressar a minha tristeza", e disse que estudava colocar policiais em escolas de forma permanente. O governo decretou luto de três dias pela morte da professora, além de renomear a estação metroviária até então chamada apenas de "Vila Sônia" para Vila Sônia-Profª Elisabeth Tenreiro.
O prefeito da capital paulista, Ricardo Nunes, também lamentou: "Uma tragédia que nos deixa sem palavras". A ministra da Igualdade Racial, Anielle Franco, se solidarizou com as famílias e disse que iria trabalhar pela segurança nas escolas: "Vamos trabalhar para que as escolas sejam lugares seguros para crianças, jovens e toda a comunidade escolar".
O secretário de educação do Estado de São Paulo, Renato Feder, disse em entrevista: "Infelizmente tivemos esse desastre e logo depois do ataque a gente conversou com a secretária da Saúde. Temos uma equipe de psicólogos atuando na comunidade escolar. Isso é importante para atender alunos, professores, funcionários da escola e pais de alunos. Essa equipe de psicólogos da Secretaria de Saúde vai dar atendimento exclusivo para essa comunidade para que o choque seja amenizado. A escola também vai ficar fechada por uma semana e vamos ficar acompanhando para ver se precisa estender o tempo de fechamento dessa escola. E vamos antecipar o recesso de julho, quando teremos uma semana a mais para repor esse conteúdo".
A Apeoesp (Sindicato dos Professores do Ensino Oficial do Estado de São Paulo) tambem se manifestou e lamentou a tragédia que resultou a morte da professora.
A Associação dos Pesquisadores Científicos do Estado de São Paulo tambem enviou suas condolências, em uma mensagem enviada: “Aos 71 anos, Elizabeth estava dentro da sala de aula, defendendo a ciência, porque acreditava na transformação pela educação. A violência que tirou a vida de Elizabeth precisa ser discutida em suas causas, para que possamos construir uma cultura de paz na sociedade e evitar crimes como este. Hoje é um dia de muita tristeza, especialmente para a família de Elizabeth, mas também para todos os cientistas e servidores que conviveram com ela, por décadas, no Instituto Adolfo Lutz, órgão do Estado responsável por análises laboratoriais e pelo diagnóstico de doenças".